# Friedemann W. Nerdinger
Friedemann W. Nerdinger (* 1950) ist ein deutscher Wirtschafts- und Organisationspsychologe. Er ist Experte für die Erforschung der Psychologie der Dienstleistung. Promotion und Habilitation erfolgten an der Ludwig-Maximilians-Universität München bei Lutz von Rosenstiel.

## Leben und Wirken
Nerdinger studierte Fotografie an der Bayr. Staatslehranstalt für Fotografie in München. Anschließend studierte er Psychologie an der Ludwig-Maximilians-Universität (LMU) München. Nach dem Diplom arbeitete er am Lehrstuhl für Organisations- und Wirtschaftspsychologie der LMU bei Lutz von Rosenstiel. Dort promovierte er im Jahre 1989 mit einer Arbeit über die „Lebenswelt Werbung“. Die Habilitation sowie die venia legendi erhielt er 1993 an der LMU mit der Arbeit „Psychologie der Dienstleistung“. Von 1993 bis 1995 hat er den Lehrstuhl für Wirtschafts- und Organisationspsychologie an der Universität Rostock vertreten, von 1995 bis 2016 war er Inhaber dieses Lehrstuhls. Einen Ruf an die Universität Linz hat er im Jahre 2000 abgelehnt. In Rostock war er u. a. Dekan der Wirtschafts- und Sozialwissenschaftlichen Fakultät und lange Jahre Sprecher des Instituts für BWL. Seit 2021 ist er als Senior-Professor an der Universität Rostock beschäftigt.

## Forschungsschwerpunkte
- Psychologie der Dienstleistung
- Motivation beruflichen Handelns
- Kontraproduktives Verhalten
- Führung
- Beurteilung von Mitarbeitenden
- Computervermittelte Kommunikation
- Persönlicher Verkauf

Er hat Fachbücher, Aufsätze oder Beiträge in Sammelbänden zu diesen Themen veröffentlicht oder herausgegeben. Gemeinsam mit Gerhard Blickle und Niclas Schaper hat er ein weitverbreitetes Lehrbuch zur Arbeits- und Organisationspsychologie geschrieben.
Nerdinger hat eine Vielzahl von drittmittelfinanzierten Projekten geleitet und durchgeführt, u. a.
- Extra-Rollenverhalten und organisationale Effektivität (gefördert durch die Deutsche Forschungsgemeinschaft; 1997–1998)
- Analyse und Bilanzierung der Auswirkungen von Mitarbeiterbeteiligung auf die Unternehmensorganisation und Arbeitsgestaltung (gefördert durch das BMBF; 2000–2001)
- Organisationspsychologische Folgen virtueller Gruppenarbeit (gefördert durch die Deutschen Forschungsgemeinschaft im Rahmen des GRK 466; 2002–2008)
- Materielle Beteiligung als Handlungsfeld von Betriebsräten – Erfahrungen, Einflussfaktoren und Wirkungen auf das Erleben und Verhalten der Mitarbeiter (gefördert durch die Hans-Böckler-Stiftung; 2008–2011),
- PerDemo – Personalarbeit im demographischen Wandel. Qualifizierungskonzepte und Instrumente zur Stärkung der Innovationsfähigkeit von Unternehmen in Mecklenburg-Vorpommern, Schleswig-Holstein und Hamburg (gefördert durch das BMBF; 2011–2015),
- KODIMA – Kompetenzen von Mitarbeitern in der digitalisierten Arbeitswelt (gefördert durch das BMBF; 2017–2020)

## Publikationen (Auswahl)

### Monografien/Lehrbücher (Auswahl)
- Zur Psychologie der Dienstleistung. Theoretische und empirische Studien zu einem wirtschaftspsychologischen Forschungsgebiet (= Betriebswirtschaftliche Abhandlungen. N.F. Band 96). Schäffer-Poeschel, Stuttgart 1994, ISBN 3-7910-0858-7.
- Motivation und Handeln in Organisationen. Eine Einführung. Kohlhammer, Stuttgart 1995, ISBN 3-17-013600-3.
- Psychologie des persönlichen Verkaufs. Oldenbourg, München 2001, ISBN 3-486-25598-3.
- Grundlagen des Verhaltens in Organisationen. 3. überarb.  Auflage. Kohlhammer, Stuttgart 2011, ISBN 978-3-17-022448-3.
- Unternehmensschädigendes Verhalten erkennen und verhindern. Hogrefe, Göttingen 2008, ISBN 978-3-8017-1971-5.
- Psychologie der Dienstleistung. Hogrefe, Göttingen 2011, ISBN 978-3-8409-2352-4.

### Buchbeiträge (Auswahl)
- zusammen mit Gerhard Bickle: Ethik und kontraproduktive Prozesse in Organisationen. In: Heinz Schuler, Klaus Moser (Hrsg.): Lehrbuch Organisationspsychologie. 6., überarb.  Auflage. Huber, Bern 2019, ISBN 978-3-456-85997-2, S. 639–661.
- Organizational Citizenship Behavior und Extra-Rollenverhalten. In: Heinz Schuler (Hrsg.): Organisationspsychologie – Gruppe und Organisation (= Enzyklopädie der Psychologie : Themenbereich D, Praxisgebiete : Ser. 3, Wirtschafts-, Organisations- und Arbeitspsychologie. Band 4). Hogrefe, Göttingen 2004, ISBN 978-3-8017-0582-4, S. 293–333.
- Dienstleistung. In: Lutz von Rosenstiel, Dieter Frey (Hrsg.): Marktpsychologie (= Enzyklopädie der Psychologie : Themenbereich D, Praxisgebiete : Ser. 3, Wirtschafts-, Organisations- und Arbeitspsychologie. Band 5). Hogrefe, Göttingen 2007, ISBN 978-3-8017-0583-1, S. 375–418.
- zusammen mit Erika Spieß: Kommunikative Validierung und Datenfeedback in der Werteforschung – Ergebnisse aus quantitativen und qualitativen Langzeitbefragungen. In: Helmut Klages, Hans-Jürgen Hippler,  Willi Herbert (Hrsg.): Werte und Wandel. Ergebnisse und Methoden einer Forschungstradition. Campus, Frankfurt 1992, ISBN 3-593-34469-6, S. 653–671.
- zusammen mit Lutz von Rosenstiel: Grundlagen der Führung. In: Lutz von Rosenstiel, Erika Regnet, Michael E. Domsch (Hrsg.): Führung von Mitarbeitern. Schäffer-Poeschel, Stuttgart 2020, ISBN 978-3-7910-4530-6, S. 21–53.

### Beiträge zu wissenschaftlichen Zeitschriften (Auswahl)
- Philipp K. Görs, Henning Hummert, Anne Traum & Friedemann W. Nerdinger: Impact of Digitalization on Service Work in Knowledge-Intensive Business Services: An Empirical Study in Tax Consultancies. In: Journal of Service Management Research. Nr. 3, 2019, S. 209–220, doi:10.15358/2511-8676-2019-4-209.
- Friedemann W. Nerdinger, Alexander Pundt: Leadership of customer contact employees – a narrative review. In: Journal of Service Management Research. Nr. 2, 2018, S. 3–15, doi:10.15358/2511-8676-2018-1-3.
- Alexander Pundt, Erko Martins, Friedemann W. Nerdinger: Innovative behavior and the reciprocal exchange between employees and organizations. In: German Journal of Research in Human Resource Management – Zeitschrift für Personalforschung. Band 24, Nr. 2, 2010, S. 173–193, doi:10.1688/1862-0000_ZfP_2010_02_Pundt (englisch).
- Lutz von Rosenstiel, Friedemann W. Nerdinger: Die Münchner Wertestudien – Bestandsaufnahme und (vorläufiges) Resümee. In: Psychologische Rundschau. Band 51, Nr. 4, 2000, S. 146–157, doi:10.1026//0033-3042.51.3.146.
- Anne Traum, Philipp K. Görs, Friedemann W. Nerdinger: Digitalisierung der Arbeit und Eigeninitiative – die Rolle der organisationalen Fehlerkultur. In: Zeitschrift für Arbeits- und Organisationspsychologie. 3. April 2024, doi:10.1026/0932-4089/a000429 (open access).